# Chatigão (distrito)
Chatigão ou Chitagongue (em bengali: চট্টগ্রাম; romaniz.: Chattagam; em inglês: Chittagong) é um distrito localizado na divisão de Chatigão, no sudeste do Bangladexe. Sua capital é a cidade portuária de Chatigão, segunda maior do país.

## Geografia
O distrito possui uma área total de 5282,98 km². Limita-se ao norte  com o distrito de Feni e o estado indiano de Tripurá; ao sul, com o distrito de Cox's Bazar; a leste, com os distritos de Bandarban, Rangamati e Khagrachhari; e a oeste, com o distrito de Noakhali e o golfo de Bengala.
A temperatura média anual máxima é de 32,5 °C e a mínima é de 13,5 °C. A precipitação média anual de chuvas é de 2687 mm.
Os principais rios do distrito são o Karnafuli, Halda e Sangu.

## Pontos de interesse
- Ilha de Cox's Bazar & St. Martin
- Ilha de Sandwip